# Ozero Sita
Ozero Sita (ryska: Озеро Сита) är en sjö i Belarus.   Den ligger i voblasten Vitsebsks voblast, i den norra delen av landet, 200 km norr om huvudstaden Minsk. Ozero Sita ligger 150 meter över havet. Arean är 1,4 kvadratkilometer. Den sträcker sig 2,8 kilometer i nord-sydlig riktning, och 1,9 kilometer i öst-västlig riktning.
I omgivningarna runt Ozero Sita växer i huvudsak blandskog. Runt Ozero Sita är det glesbefolkat, med 16 invånare per kvadratkilometer.